# Xã Gum Springs, Quận White, Arkansas
Xã Gum Springs (tiếng Anh: Gum Springs Township) là một xã thuộc quận White, tiểu bang Arkansas, Hoa Kỳ. Năm 2010, dân số của xã này là 3.915 người.